# Hudson-DeLange Orchestra
Das Hudon-DeLange Orchestra war eine zwischen 1936 und 1938 bestehende Bigband, geleitet von Will Hudson und Eddie DeLange. In dieser Zeit nahm das Orchester über 50 Titel für Brunswick auf; die meisten stammten von den beiden Bandleadern. Als Tanzorchester trat es mit großem Erfolg in den östlichen Colleges, Ballsälen und Hotels in Neuengland und dem Mittleren Westen der USA. 1938 zerbrach schließlich deren Partnerschaft.

## Bandhistorie
Eddie DeLange gründete die Bigband Anfang 1936; „als er nach einigen Wochen merkte, dass der viel mehr Arrangements benötigte nahm der Verbindung zu Will [Hudson] auf, mit dem er schon einige Songs geschrieben hatte, und bot ihm eine Partnerschaft im Gegenzug für seine Arrangements an“. Fortan fungierte DeLange als Leiter der Band und Will Hudson im Hintergrund als der musikalische Leiter, der mit dem Orchester ungefähr eine Woche pro Monat mit herumreiste.
Hudsons einfache, direkte, doch „immer musikalisch hochwertig[en] und geschmackvoll[en]“ Arrangements gingen für gewöhnlich in zwei verschiedene Richtungen; so spielte die Band leichte und etwas schnellere Swingnummern sowie ruhige, gefühlvolle Balladen, die zahlreiche, unisono gespielte Holzbläser-Passagen bevorzugten. DeLange schrieb für eine große Zahl von Balladen die Texte; dazu gehörten „Deep in a Dream“, „Heaven Can Wait“ und „Remember When“ sowie das erfolgreichste Gemeinschaftswerk des Teams, „Moonglow“. Hudson wiederum steuerte eine Menge Instrumentalnummern bei, darunter „Organ Grinder's Swing“,„Sophisticated Swing“ und „Monopoly Swing“. Hinzu kamen „halb swingende“ Nummern wie „Hobo in Park Avenue“, „Love Song of a Half Wit“ und „Eight Bars in Search of a Melody“. Mitbesitzer von Band und Urheberrechten war der Verleger Irving Mills, für dessen Label Master Records auch Aufnahmen entstanden.

Popeye

Am 18. Januar 1936 fand in New York eine erste Aufnahmesession für Brunswick statt, bei der die beiden Gesangsnummern „It’s a Lot of Idle Gossip“ und „Tormented“ (mit Ruth Gaylor, Gesang) sowie die Instrumental-Titel „Hobo on Park Avenue“ und „Eight Bars in Search of a Melody“ eingespielt wurden. „It’s a Lot of Idle Gossip“ war ein Song aus der Revue Hollywood Revels of 1936; „Tormented“ stammte von Will Hudson. „Hobo On Park Avenue“ war eine rasante Swingnummer; „Eight Bars in Search of a Melody“ wurde die (erste) Erkennungsmelodie des Orchesters.
Beim nächsten Studiotermin am 20. Januar entstand neben weiteren Gesangsnummer mit Ruth Gaylor („You're Not the Kind“ und „The Moon Is Grinning at Me“) und „Monopoly Swing“ einer der populärsten Titel des Orchesters, Hudsons Komposition „Organ Grinder’s Swing“ mit dem Text von Mitchell Parish. Bekannt wurde der Titel vor allem als Filmmusik in dem gleichnamigen Popeye-Zeichentrickfilm von Dave Fleischer und in der Fassung des Chick Webb Orchestra mit Ella Fitzgerald. Eingespielt wurden neben Hudsons „Mint Julep“ und „Mr. Ghost Goes to Town“ außerdem der von Louis Armstrong populäre Jazztitel „When It's Sleepy Time Down South“.
Das Hudson-De Lange Orchestra bestand Anfang 1936 aus James O’Connell, Steve Lipkins, Ralph Hollenbeck (Trompete), Edward Kolyer (Posaune), George Bohn, Hugh Hibbert (Klarinette, Altsaxophon), Pete Brendel (Alt- & Baritonsaxophon), Ted Duane (Klarinette, Tenorsaxophon), Mark Hyams (Piano), Cliff Rausch (Gitarre), Doc Goldberg (Bass) und Ed O’Hara (Schlagzeug). Viele junge Musiker begannen in diesem Orchester ihre Karriere; Lipkins sollte später bei Tommy Dorsey arbeiten, Hollenbeck bei Hal Kemp, Posaunist Kolyer bei Al Donahue, George Bohn und Ted Duane bei Jan Savitt. Der Bassist Dan Goldberg spielte später bei Will Bradley, Ray McKinley, Glenn Miller, Georgie Auld und Gene Krupa and His Orchestra.
Bei Aufnahmen im November 1936 kam Trompeter Jimmy Blake (der später bei Red Norvo und Tommy Dorsey spielen sollte) in die Bigband und ersetzte Ralph Hollenbeck, der wiederum zu Hal Kemp wechselte; Fredda Gibson war neue Bandvokalistin, zu hören in „If We Never Meet Again“ und „I'll Never Tell You I Love You“. Unter dem Namen Georgia Gibbs machte sie bald darauf Karriere als Radio- und Plattenstar. Die Midtempo-Nummer „Remember When“, geschrieben von Hudson-DeLange, wurde von Eddie DeLange vorgetragen. Bei der letzten Aufnahmesession des Jahres nahm das Orchester u. a. die zweiteilige Swingnummer „Love Song of a Half Wit“ auf.
Die nächsten Aufnahmen erfolgten am 10. und 11. März 1937 in New York. Das Orchester bestand nun aus Charles Mitchell, Howard Schaumberger, Jimmy Blake (tp), Edward Kolyer (tb) George Bohn, Gus Bivona (cl, as), Pete Brendel (as, bar), Ted Duane (cl, ts), Mark Hyams (p), Bus Etri (git), Doc Goldberg (kb) und Nat Pollard (dr); die Bandvokalistin war wieder Ruth Gaylor („You're My Desire“). Dabei entstanden die Instrumentalnummern „Bugle Call Rag“, „The Maid's Night Off“, „College Widow“ und Hoagy Carmichaels „Star Dust“, mit dem 1937 auch Fats Waller erfolgreich war. Den Balladenpart hatte Vokalist DeLange mit „Back in Your Arms“. Die gefühlvolle Instrumentalnummer „Sophisticated Swing“, inzwischen die Erkennungsmelodie des Orchesters, wurde in den folgenden Jahren auch von Ozzie Nelson, Edgar Hayes, Bunny Berigan, Russ Morgan, Les Brown und Count Basie eingespielt.
Acht weitere Titel nahm man am 27. Mai und 1. Juli auf, u. a. die Instrumentalnummer „If I Could Be With You One Hour Tonight“ von James P. Johnson, sowie mit dem Neuzugang, der Vokalistin Nat Wynn die Songs „Popcorn Man“, „The Least Little Thing to Do“, „Your's and Mine“ und „I'm Feelin' Like a Million“, letzteres ein Lied, das zu dieser Zeit in der Version von Josephine Baker populär war. Nat Wynn war dann Sängerin bei Teddy Wilson, Hal Kemp und noch 1940 bei Raymond Scott.
Nach einer weiteren Aufnahmesession im August („Mr. Sweeney's Learning to Swing“) ging das Hudson-DeLange Orchestra erst wieder am 22. November 1937 ins Aufnahmestudio; von Tommy Dorsey kam Joe Bauer (Trompete) für Jimmy Blake in die Band, Betty Allen ersetzte Ruth Gaylor. Die neue Sängerin ist u. a. zu hören in „Rockin’ the Town“, ein Song von Ted Koehler und Johnny Green aus dem Columbia-Film Start Cheering (1938) unter der Regie von Albert S. Rogell. Bei der folgenden Session am 20. Dezember 1937 wechselte DeLange den Schlagzeuger Billy Exiner für Nat Pollard ein, hinzu kam auch die Sänger Elise Cooper, zu hören in „Definition of Swing“, „You're Out of This World“ und „Strictly Formal“. Elise Cooper sang nach Ende der Band bei Eddie Delange, anschließend bei Tony Pastor und 1942 noch bei Bob Chester. Weitere Aufnahmen erfolgten am 24. und 27. Januar sowie am 5. Februar 1938 mit der Vokalistin Mary McHugh („At Your Beck and Call“, „Miracle at Midnight“). Am 8. April kam es zu einer letzten Umbesetzung; der Trompeter Rudy Novak (der später bei Gene Krupa spielen sollte) ersetzte Howard Schaumberger, und der Holzbläser Charles Brosen kam für Ted Duane, der zu Spud Murphy wechselte. Den Gesangspart hatte bei dieser letzten Aufnahmesession Jayne Dover („Why Pretend?“). Aufgenommen wurden ferner die drei Instrumentalnummern „China Clipper“, „The One I Love Belongs to Somebody Else“ und „On the Alamo“.
„Es dauerte jedoch nicht lange“,schrieb der Jazzhistoriker George T. Simon „bis Will und Eddie, die in Charakter und Aussehen so gegensätzlich waren, immer schlechter miteinander auskamen. Deshalb lösten sie ihre Partnerschaft im Frühjahr 1938 unter unerfreulichen Begleiterscheinungen auf.“ Nach dem Ende des Hudson-DeLange Orchester führte Hudson die Band in der bestehenden Besetzung noch einige Monate weiter; DeLange wiederum gründete ein eigenes Orchester, mit dem er 1938/39 Aufnahmen für Bluebird Records machen sollte. „Keiner von beiden hatte Erfolg. Also entschlossen sie sich 1941, es wieder im Team zu versuchen, aber das Unternehmen scheiterte.“ Will Hudson sollte dann für Glenn Millers Army Air Force Band arrangieren, Eddie DeLange ließ sich in Hollywood nieder, um für die Filmindustrie zu schreiben, eine Karriere, die mit seinem Tod 1949 endete.

## Diskographische Hinweise (Kompilationen)
- Hudson-DeLange Orchestra 1936–1938 (Classics)